# Page de code 720
La page de codes 720 (CCSID 720)  (également connue sous les noms de CP 720, IBM 00720 et OEM 720) est une page de codes utilisée sous DOS pour écrire l'arabe en Égypte, en Irak, en Jordanie, en Arabie Saoudite et en Syrie. La page de codes Windows (ANSI) pour l'arabe est Windows-1256.

## Jeu de caractères
Chaque caractère est affiché avec son point de code Unicode équivalent. Seule la deuxième moitié du tableau (points de code 128 – 255) est affichée, la première moitié (points de code 0 – 127) étant la même que la page de codes 437.